# Expressway 30 (Südkorea)
Der Expressway 30  ist eine Schnellstraße in Südkorea. Die Autobahn ist eine Ost-West-Route durch den Westen und das Zentrum des Landes, von Dangjin an der Westküste über Daejeon bis nach Sangju in der Mitte des Landes. Die Straße ist teilweise doppelt mit dem Expressway 1 nummeriert. Die Strecke ist 198 Kilometer lang.

## Straßenbeschreibung
Unmittelbar südlich der Stadt Dangjin beginnt der Expressway 30 an einer Kreuzung mit dem Expressway 15. Die Autobahn verläuft dann nach Südosten und folgt einem breiten Tal. Danach führt die Strecke durch die Berge mit mehreren Straßentunneln. Nach etwa 70 Kilometern folgen die Stadt Gongju und eine Kreuzung mit einer neuen Autobahn. Hier könnte die neue Hauptstadt von Südkorea gebaut werden. Auf der Westseite von Gongju ist eine Kreuzung mit dem Expressway 151. Kurz darauf folgt die Kreuzung mit dem Expressway 25. Die Autobahn verläuft nach Südosten in Richtung der Stadt Daejeon.
Daejeon ist eine der größeren Städte in Südkorea mit 1,4 Millionen Einwohnern. Die Expressway erreicht im Westen den Stadtring und ist auch ein Teil davon. Im Süden ist der Expressway 251 der aus Südwesten kommt. Die Autobahn hat 2 × 2 Fahrspuren hier. Im Norden von Daejeon fügen sich der  Expressway 35 und der Expressway 1 zusammen mit dem Expressway 30 und führen dann in Richtung Norden. Diese dreifach Nummerierung ist ca. 20 Kilometer und hat 2 × 4 Fahrspuren.
Südlich von Cheongwon trennen sich die Autobahnen, der Expressway 30 führt nach Osten, der Expressway 1 führt weiter nach Seoul. Die Autobahn kommt durch eine bergige Gegend mit steilen Bergen mit bis zu 1.000 Metern Höhe. Hier sind vor allem kleine Städte und wenige Straßen-Überquerungen. Gleich hinter dem Sangju endet der Expressway 30 an einer Kreuzung mit dem Expressway 45.

## Geschichte
Der Expressway 30 ist eine neue Autobahn. Die Straße wurde 1997 genehmigt und wurde am 28. November 2007 mit dem ersten Teil zwischen Cheongwon und Sangju eröffnet. Zwischen dem 28. Mai 2009 und Dezember 2009 wurde der westliche Teil von Daejeon nach Dangjin für den Verkehr geöffnet.

## Eröffnungsdaten der Autobahn
| von       | nach    | Länge   | Datum      |
| --------- | ------- | ------- | ---------- |
| Cheongwon | Nakdong | 79,7 km | 28.11.2007 |
| Dangjin   | Yuseong | 91,9 km | 28.05.2009 |

## Zukunft
Am 18. Dezember 2009 ging eine 110,7 Kilometer lange Erweiterung bis zur Ostküste in Bau. Dieser wird mit dem ebenfalls im Bau befindlichen Expressway 65 verbunden. Die Autobahn soll im Dezember 2015 eröffnet werden, womit der Expressway 30 auf eine Gesamtlänge von ca. 282 Kilometer kommen soll. Die Strecke führt durch ein bergigen Teil von Südkorea, die viele Tunnels erforderlich machen.

## Verkehrsaufkommen
Das Verkehrsaufkommen auf der Autobahn ist gering und liegt bei ca. 20.000 bis 30.000 Fahrzeuge pro Tag, außer beim Zusammenschluss mit dem Expressway 1 und dem Expressway 35 dort liegt das Verkehrsaufkommen wesentlich höher bei bis zu 112.000 Fahrzeuge pro Tag.

## Ausbau der Fahrbahnen
| von       | nach      | Länge | Fahrspuren |
| --------- | --------- | ----- | ---------- |
| Dangjin   | Daejeon   | 96 km | 2 × 2      |
| Daejeon   | Cheongwan | 20 km | 2 × 4      |
| Cheongwan | Sangju    | 80 km | 2 × 2      |